# コンソメ
コンソメ（仏: consommé）は、フランス料理におけるスープのひとつで、澄んだスープの一種。琥珀色、淡黄色である。

## 概要

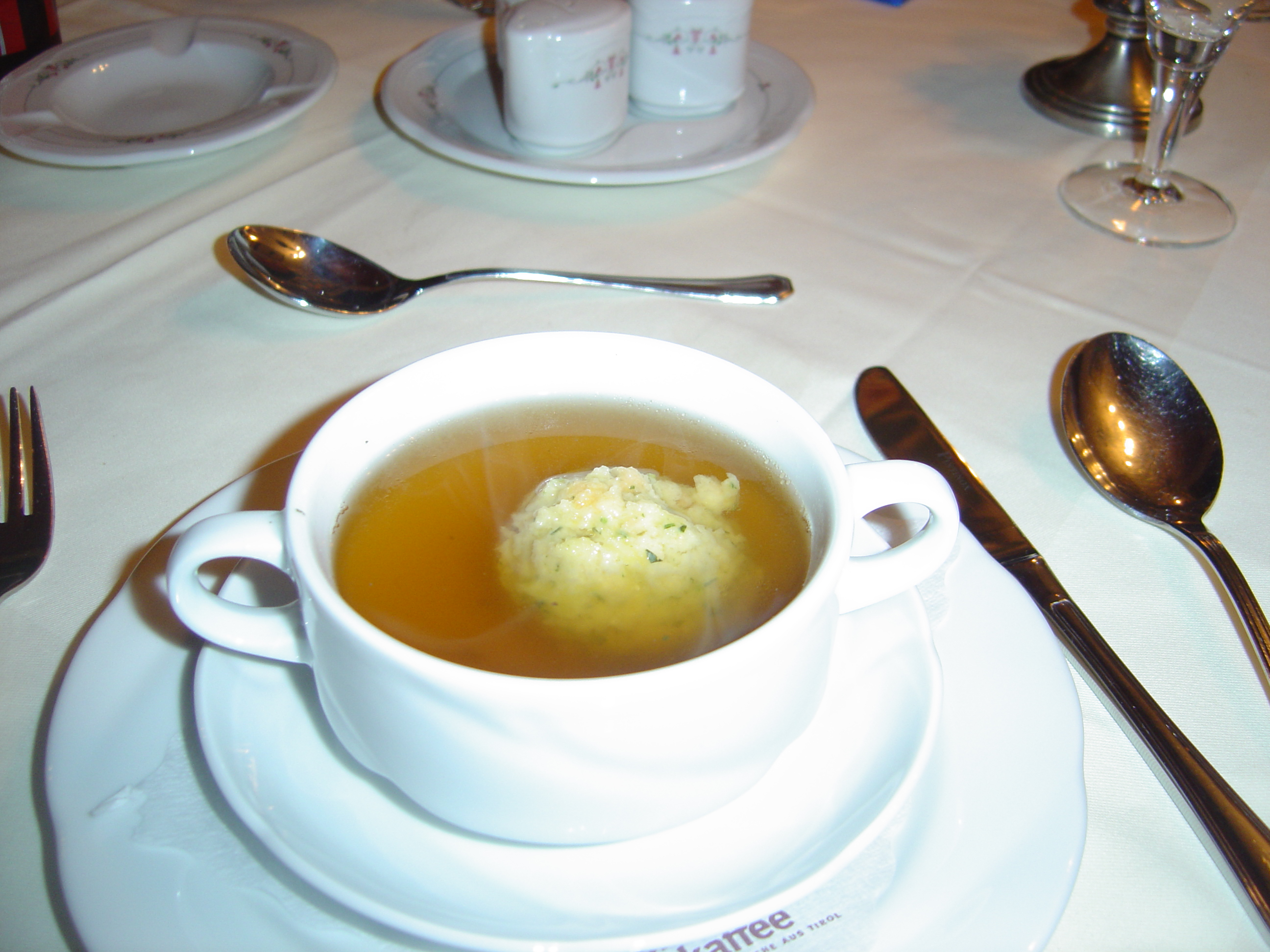
コンソメを用いたオーストリアのクネーデルズッペ

もともと「コンソメ」とは、仏語で「完成された」という意味で、中世から見られるようになった。基本的な作り方は、牛肉・鶏肉・魚などからとった出汁（ブイヨン）に脂肪の少ない肉や野菜を加えて煮立てる。
完成したスープの色は澄んだ琥珀色でなくてはならず、濁っているものは許されない。煮込むことで具材から茶色が染み出るとともに、アクが出てスープが濁るので、アクをまめにすくい、卵白や卵の殻も加えてアクを吸着させる。その上で、これを漉した後に浮いた脂肪を取り除く必要がある。レストラン等ではこれらの手順は厳密に行われ、さらに焦がした野菜やカラメル等で着色し、綺麗な琥珀色を完成させることもある。見た目は単純だが、非常に手の込んだスープである。
熱いまま出す場合には冷めるのが早い上にゼラチン質を含むため、注意を必要とする。また、冷やして飲む場合もある。多くの場合は様々な付け合わせとともに出され、風味豊かであるわりに満腹感を与えないため、コースのはじめで食欲を増進させるために理想的なスープのひとつである。

## 種類
スープの材料，具材等を変えることでいくつかの種類が存在する。

### 材料による違い

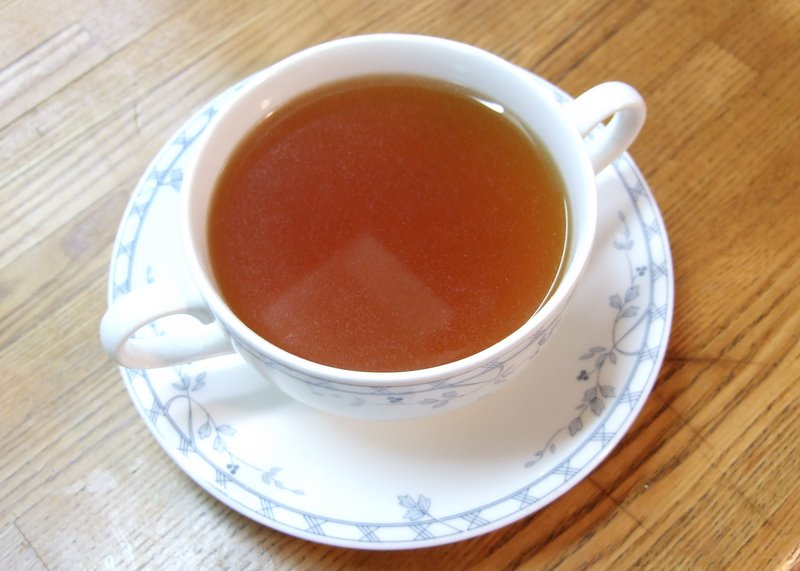
コンソメ・ド・ボライユ

牛のコンソメは「コンソメ・ドゥ・ブフ」（脂肪分が少ないので、牛の場合もっとも望ましいのはスネの肉である）、鶏のコンソメは「コンソメ・ドゥ・ボライユ」、魚のコンソメは「コンソメ・ドゥ・ポワソン」、キジやハトなどの野鳥、猟で得られた動物類のコンソメは「コンソメ・ドゥ・ジビエ」と呼ばれる。また風味を増すため、材料には腱や軟骨など、ゼラチン質を含むものがなければならない。
コンソメ・ドゥブルという、倍の濃さのコンソメのレシピもあるが、作り方は様々である。またかつては腱や軟骨などゼラチン質を多量に含む部位のみを、調味料を加えずに煮込んで、果物で風味をつけたものがデザートとして出されていたが、これはゼラチンを用いたデザートの先駆けである。

### 具材による違い
澄んだスープをそのまま飲むことが多いが、具材を入れることでまた違った風味を楽しむこともできる。以下は一例。
コンソメ・コロンビーヌ（Consommé Colombine）
ウズラの卵、人参、丸くくりぬいたカブ、グリンピースを具としたコンソメ。
コンソメ・ロッシーニ（Consommé Rossini）
フォアグラを詰めたシュー生地を浮かせたコンソメ。
パリ・ソワール（Soupe Paris Soir）
パリの夕暮れの意。ビシソワーズの上から静かに冷やしたコンソメを注いだスープ。コンソメを夕焼けに、ビシソワーズを雲に見立てて命名された。